# Anomophysis coxalis
Anomophysis coxalis là một loài bọ cánh cứng trong họ Cerambycidae.